# 羅塞格峰
46°22′25.5″N 9°52′59.1″E / 46.373750°N 9.883083°E

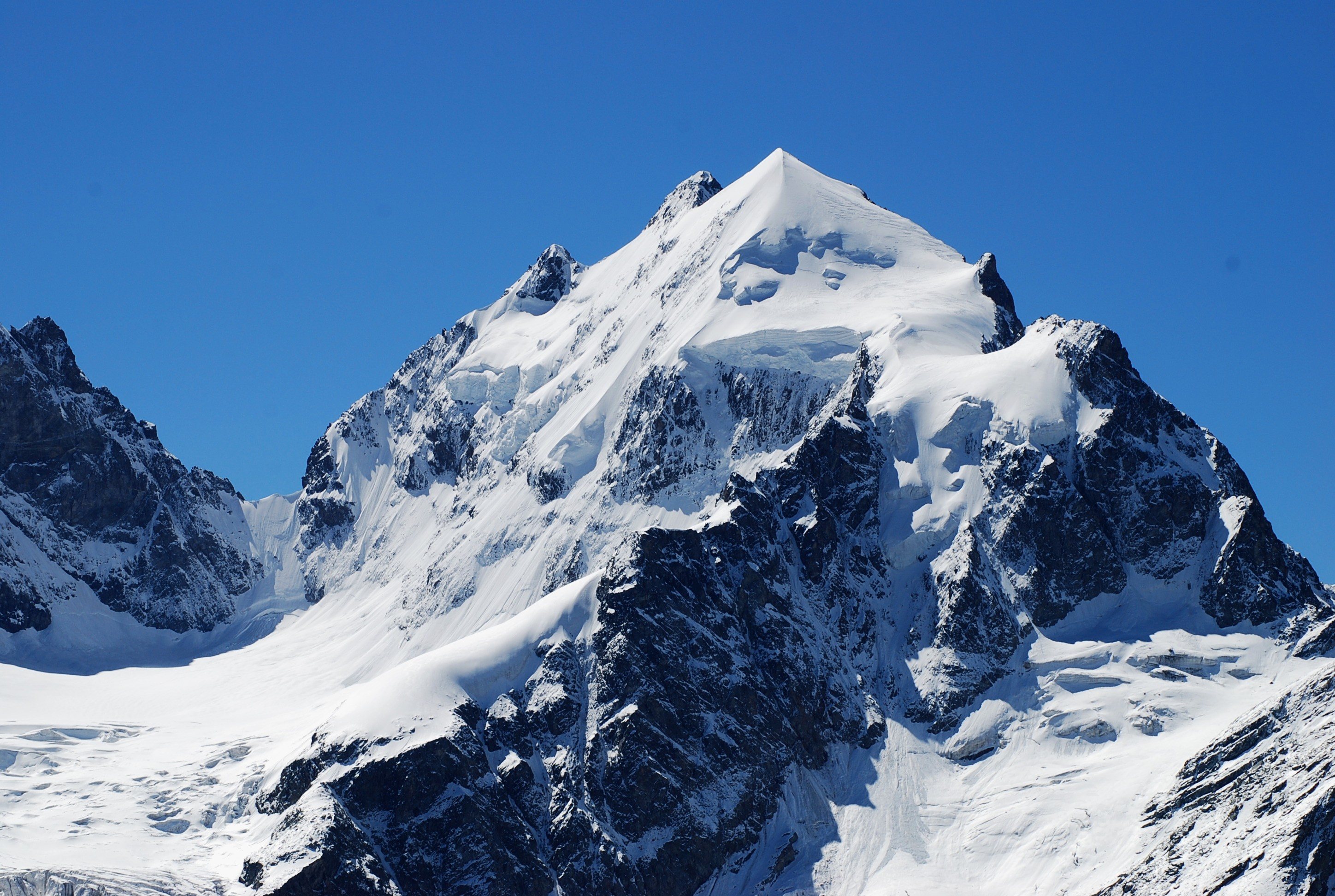

羅塞格峰（Piz Roseg），是瑞士的山峰，位於該國東南部，由格勞賓登州負責管轄，屬於貝爾尼納山脈的一部分，海拔高度3,937米，人類在1865年6月28日首次登頂。